# Strigoderma peruviensis
Strigoderma peruviensis är en skalbaggsart som beskrevs av Blanchard 1851. Strigoderma peruviensis ingår i släktet Strigoderma och familjen Rutelidae. Inga underarter finns listade i Catalogue of Life.